# Kelvin-Helmholtzmoln

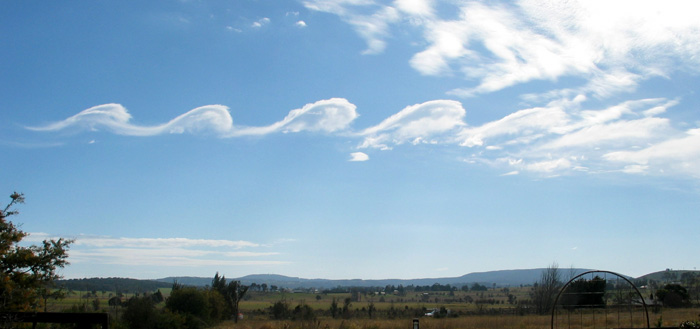
Ett Kelvin-Helmholtzmoln över Mount Duval i Australien.

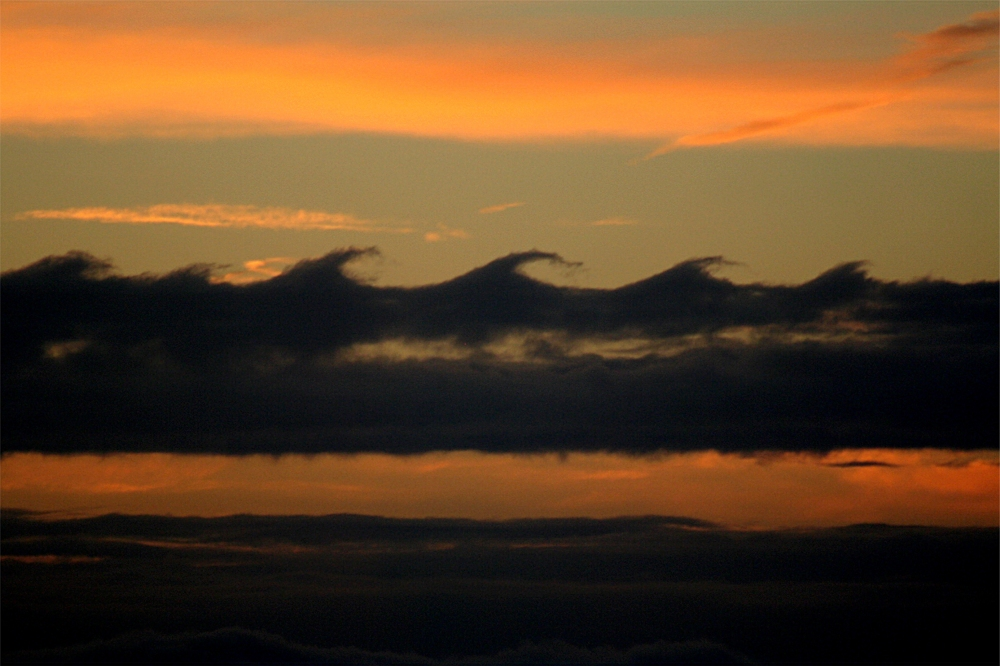
Kelvin Helmholtzmoln över San Francisco.

Kelvin-Helmholtzmoln är moln med ett distinkt vågliknande utseende som uppstår på grund av Kelvin-Helmholtz instabilitet (KHI). Vågorna är typiskt jämnt utspridda. Molnen är en bra indikator för instabil skiktning och därmed även för turbulens i luften. Molnet uppstår vid vindskjuvning, det vill säga när två luftlager rör sig i olika hastighet eller i olika riktning.

### Webbkällor
- About.com:weather Kelvin Helmholtz Clouds